# Liste des espèces végétales protégées en Auvergne
La liste des espèces protégées en Auvergne est une liste officielle définie par le gouvernement français, recensant les espèces végétales qui sont protégées sur le territoire de la région Auvergne, en complément de celles qui sont déjà protégées sur le territoire métropolitain. Elle a été publiée dans un arrêté du 30 mars 1990 (modifiée le 10 mai 1990).

## Ptéridophytes
- Asplenium forisiense  Le Grand. : Doradille du Forez
- Asplenium viride Hudson : Doradille verte
- Lycopodium annotinum L. : Lycopode à feuilles de genévrier
- Paraceterach marantae (L.) R.M. Tryon : Doradille de Maranta
- Woodsia alpina (Bolton) S.F. Gray : Woodsie des Alpes

## Phanérogames

### Angiospermes

#### Monocotylédones
- Allium flavum L. : Ail jaune.
- Carex cespitosa L. : Laîche gazonnante
- Carex pauciflora Lightf. : Laîche pauciflore

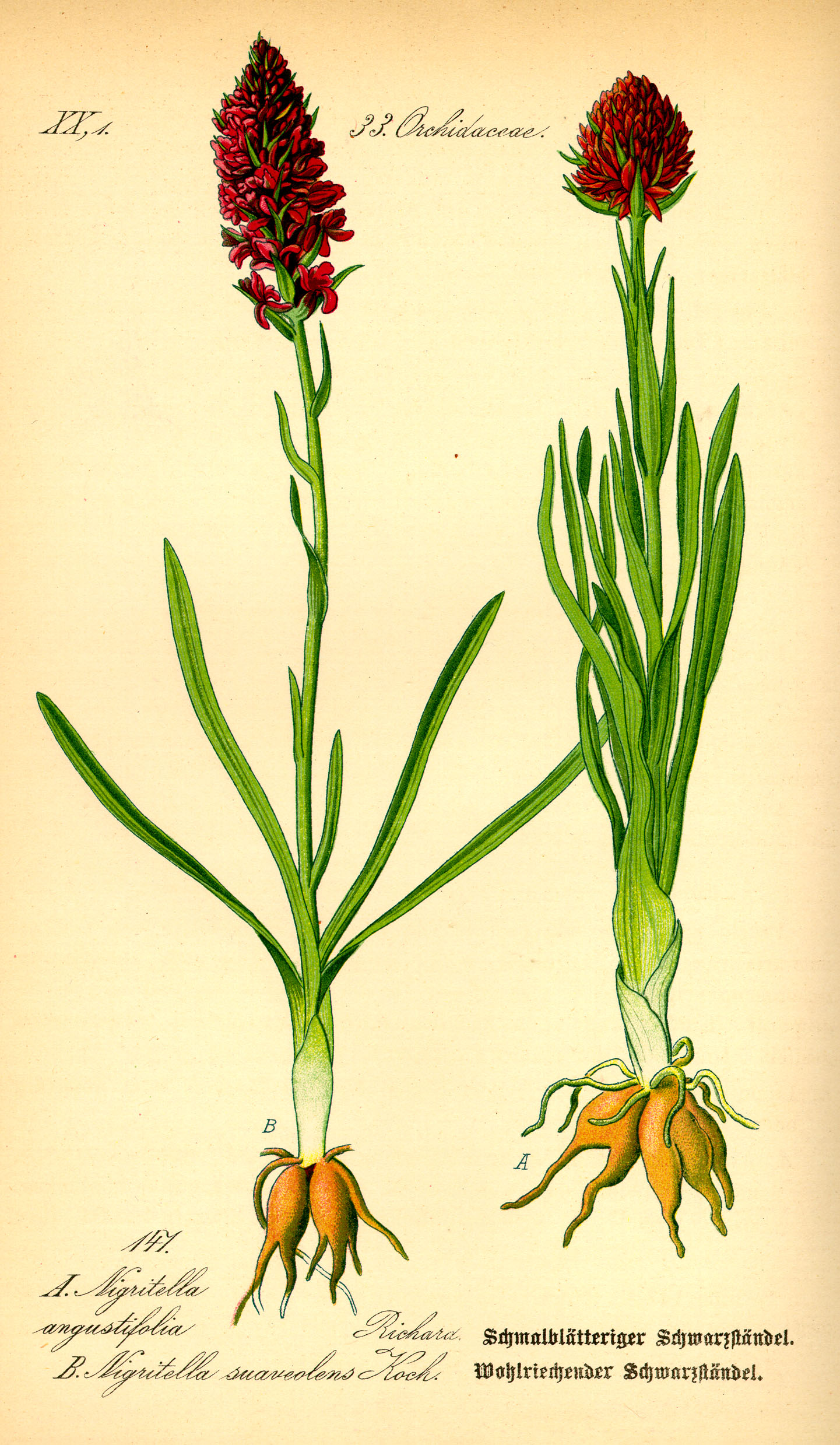
À droite : nigritelle noire (Nigritella nigra)

- Cephalanthera damasonium (Miller) Druce : Céphalanthère blanche
- Cephalanthera rubra (L.) L.C.M. Richard : Céphalanthère rouge
- Corallorhiza trifida Chatel : Racine de corail
- Crypsis alopecuroides (Piller & Mitterp.) Schrader : Cryspide faux vulpin
- Cyperus michelianus (L.) Link : Souchet de Micheli
- Epipactis microphylla (Ehrh.) Swartz : Héléborine à petites feuilles
- Fritillaria meleagris L. : Fritillaire damier
- Gladiolus italicus Miller : Glaïeul des moissons
- Juncus gerardi Loisel : Jonc de Gérard
- Lilium martagon L. : Lis martagon
- Listera cordata (L.) R.Br. : Listère à feuilles en cœur
- Luzula luzulina (Vill.) Dala Tore & Sarnth : Luzule jaunâtre
- Nigritella rhellicani Teppner & E. Klein : Orchis vanille
- Ophrys fusca Link : Ophrys brun
- Ophrys insectifera L. : Ophrys mouche
- Ophrys scolopax Cav. : Ophrys bécasse
- Ophrys sphegodes Miller : Ophrys araignée
- Orchis militaris L. : Casque militaire
- Orchis pallens L. : Orchis pâle
- Orchis simia Lam. : Orchis singe
- Paradisea liliastrum Bertol : Lis des Alpes
- Potamogeton praelongus Wulf. : Potamot allongé
- Rhynchospora fusca (L.) Aiton fil. : Rhynchospore brune
- Sagittaria sagittifolia L. : Sagittaire à feuilles en cœur
- Streptopus amplexifolius (L.) DC. : Sceau de Salomon rameux
- Traunsteinera globosa (L.) Reichenb. : Orchis globuleux
- Triglochin maritima L. : Troscart maritime

#### Dicotylédones
- Alchemilla charbonneliana Buser : Alchemille de Charbonnel
- Androsace carnea ssp rosea (Jord. & Fourr.) Rouy : Androsace rosée
- Androsace elongata L. : Androsace allongée
- Arctostaphylos uva ursi (L.) Springel : Raison d'ours
- Asarina procumbens Miller : Muflier asaret
- Bartsia alpine L. : Bartsie des Alpes
- Biscutella arvernensis Jordan : Lunetière d'Auvergne
- Biscutella lamottei Jordan : Lunetière de Lamotte
- Bufonia paniculata F. Dubois : Bufonie paniculée
- Campanula latifolia L. : Campanule à larges feuilles
- Campanula rhomboidalis L. : Campanule rhomboidale

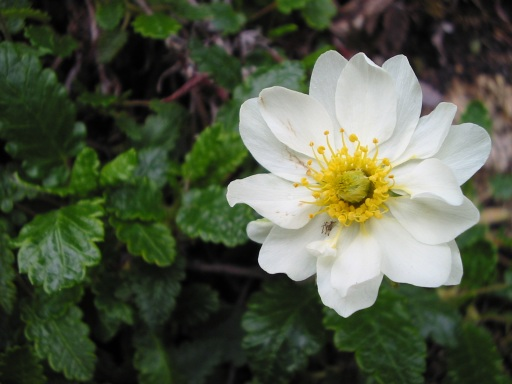
Dryade à huit pétales (Dryas octopetala)

- Cardamine pentaphyllos (L.) Crantz : Cresson des bois
- Carduncellus mitissimus (L.) DC. : Mitine, Cardoncelle
- Carduus personata (L.) Jacq : Chardon bardane
- Carlina acanthifolia All. ssp. acanthifolia. : Chardousse
- Carlina acanthifolia All. spp. cynara (Pourret et Duby) Rouy : Carline artichaut
- Carlina vulgaris L. ssp. longifolia Nyman : Carline à longues feuilles
- Ceratophyllum submersum L. : Cornifle
- Cicuta virosa L. : Ciguë aquatique
- Circaea alpina L. : Circée des Alpes
- Cochlearia pyrenaica DC. : Cranson des Pyrénées
- Convolvulus cantabrica L. : Herbe de Biscaye
- Convolvulus lineatus L. : Liseron rayé
- Dianthus barbatus L. var. girardini Lamotte : Œillet de Girardin
- Digitalis grandiflora Miller : Digitale à grande fleur
- Dryas octopetala L. : Dryade à huit pétales
- Elatine alsinastrum L. : Fausse alsine
- Elatine hexandra (Lapierre) DC. : Elatine à six étamines
- Empetrum nigrum L. ssp. hermaphroditum (Hagerup) Böcher : Camarine noire
- Erigeron alpinus L. : Vergerette des Alpes
- Fraxinus angustifolia Vahl : Frêne à feuilles aiguës
- Gentianella ciliata (L.) Borkh. : Gentiane ciliée
- Glaux maritima (L.) : Herbe au lait
- Halimium umbellatum (L.) Spach : Hélianthème à bouquets
- Helianthemum salicifolium (L.) Miller : Hélianthème à feuilles de saule.
- Hieracium aurantiacum  L. : Epervière orangée.
- Hieracium peleterianum  Mérat ssp. ligericum Zahn : Epervière de la Loire
- Hypericum × desetangsii  Lamotte : Millepertuis de Desetang
- Hypericum richeri  Vill. : Millepertuis de Richer
- Jasione crispa  (Pourret) Samp. ssp. arvernensis Tutin : Jasione d'Auvergne
- Leucanthemum monspeliense  (L.) Coste : Marguerite de Montpellier
- Lindernia procumbens  (Krocker) Philcox : Lindernie rampante
- Linum austriacum  L. ssp. collinum Nyman : Lin d'Autriche
- Lupinus angustifolius  L. ssp. reticulatus (Desv.) Coutinho : Lupin réticulé
- Meconopsis cambrica  (L.) Vig. : Pavot jaune
- Ononis pusilla  L. : Bugrane nain
- Orobanche arenaria  Borkh. : Orobanche des sables.
- Pedicularis verticillata  L. : Pédiculaire verticillée.
- Pilosella cymosa  L. : Epervière en cyme.
- Pinguicula grandiflora  Lam. : Grassette à grandes fleurs.
- Pinguicula lusitanica  L. : Grassette du Portugal.
- Plantago maritima  L. : Plantain maritime.
- Potentilla rupestris  L. : Potentille des rochers.

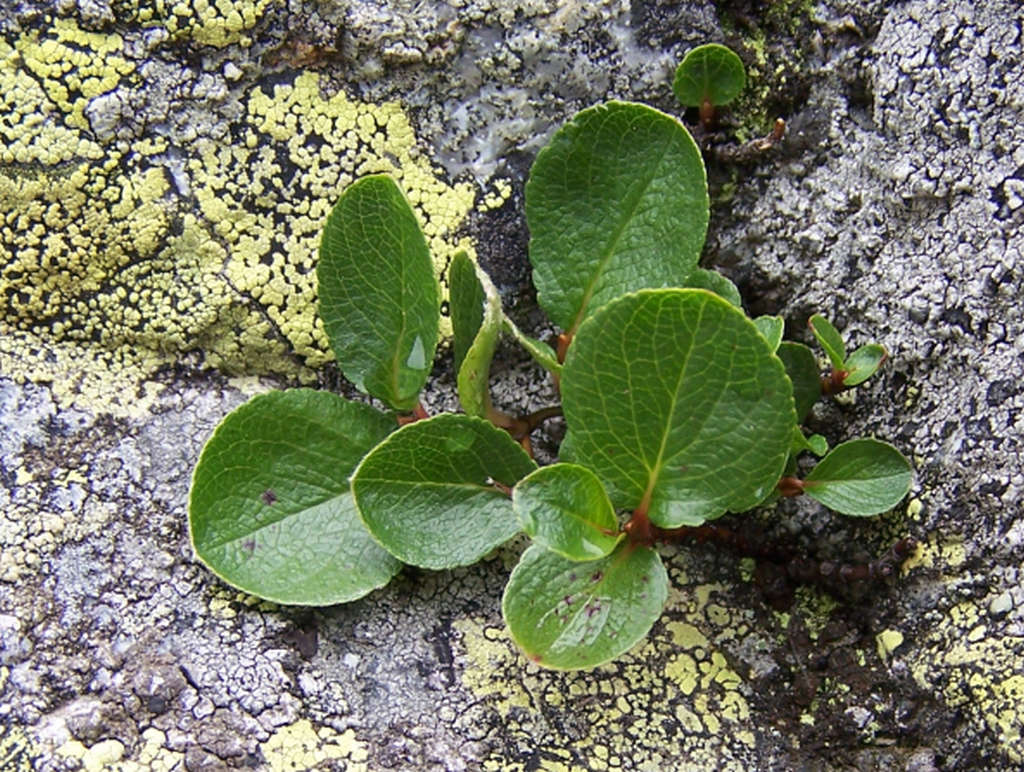
Saule herbacé (Salix herbacea)

- Pulsatilla alpina  (L.) Delarbre ssp. apiifolia (Scop.) Nyman : Anémone soufrée.
- Pulsatilla vernalis  (L.) Miller : Anémone printanière.
- Salix bicolor  Willd. : Saule bicolore.
- Salix herbacea  L. : Saule herbacé.
- Saxifraga androsacea  L. : Saxifrage androsace.
- Saxifraga bryoides  L. var. arvernica Chassagne : Saxifrage d'Auvergne.
- Saxifraga moschata  Wulfen ssp. lamottei Luizet : Saxifrage de Lamotte.
- Saxifraga oppositifolia  L. : Saxifrage à feuilles opposées.
- Sempervivum tectorum  L. var. arvernense Lecoq et Lamotte : Joubarbe d'Auvergne
- Senecio leucophyllus  DC. : Herbe du Mézenc.
- Sesamoides pygmaea  (Scheele) O. Kuntze ssp. pygmea. : Faux sésame.
- Silene ciliata  Pourret : Silène cilié.
- Soldanella alpina  L. : Soldanelle des Alpes.
- Spergularia media  (L.) C. Presl. : Spergulaire marginée.
- Stachys heraclea  All. : Epiaire d'Héraclé.
- Swertia perennis  L. : Swertie vivace
- Taraxacum bessarabicum  (Hornem.) Hand-Mazz. : Pissenlit de Bessarabie.
- Tozzia alpina  L. : Tozzie des Alpes.
- Trifolium pallescens  Schreber ssp. arvernense Lamotte : Trèfle pâle d'Auvergne
- Trigonella monspeliaca  L. : Trigonelle de Montpellier.
- Ulmus laevis  Pallas : Orme lisse.
- Vaccinium microcarpum  (Turcz ex Rupr.) Schmalh. : Canneberge à petits fruits.
- Vaccinium oxycoccos  L. : Canneberge à gros fruits.
- Veronica spicata  L. : Véronique en épi.